# آب جهان
آب جهان، روستایی است از توابع بخش باجگیران شهرستان قوچان در استان خراسان رضوی ایران.

## جمعیت
این روستا در دهستان دولتخانه قرار داشته و بر اساس سرشماری سال ۱۳۸۵ جمعیت آن ۳۸۸ نفر (۱۱۳ خانوار)
بوده‌است. نهانگاهی خموده بر جاده ای روستایی در انهنای زمینی پاییزی و سرد. آب جهان در 5 کیلومتری رهورد قرار دارد. منطقه ای پر از چشمه‌های جوشان که نیازهای آبی روستا از آن برطرف می گردد.